# Czarnówko (Nowa Wieś Lęborska)
Czarnówko (deutsch Scharnhorst, kaschubisch Czôrnòwkò) ist ein Dorf in der  polnischen Woiwodschaft Pommern. Zum Schulzenamt von Czarnówko gehört auch die nordwestlich gelegene Ortschaft Kanin (deutsch Schlüsselberg, kaschubisch Kôninò) mit 50 Einwohnern.

## Geographische Lage
Das Dorf liegt in Hinterpommern, etwa einen Kilometer nordwestlich der Stadt Lębork (Lauenburg in Pommern). Südlich des Dorfes fließt von Ost nach West die Leba.

## Archäologie
In Czarnówko wurde im Jahr 2000 ein eisenzeitliches Grab der Willenberg-Kultur entdeckt, das u. a. einen Westlandkessel aus Bronze enthielt, auf dem Männer mit Suebenknoten dargestellt sind.